# Amphoe Ban Dan Lan Hoi
Amphoe Ban Dan Lan Hoi (Thai อำเภอ บ้านด่านลานหอย)  ist ein Landkreis (Amphoe – Verwaltungs-Distrikt) in der Provinz Sukhothai. Die Provinz Sukhothai liegt in der Nordregion von Thailand.

## Geographie
Die Amphoe Ban Dan Lan Hoi liegt im Südwesten der Provinz Sukhothai. Sie ist die einzige Amphoe der Provinz, die an drei andere Provinzen grenzt.
Amphoe Ban Dan Lan Hoi wird vom Norden aus im Uhrzeigersinn gesehen von folgenden Amphoe umgeben: Thung Saliam, Si Samrong, Mueang Sukhothai und Khiri Mat in der Provinz Sukhothai, Phran Kratai in der Provinz Kamphaeng Phet, Mueang Tak und Ban Tak in der Provinz Tak sowie Thoen in der Provinz Lampang.

## Geschichte
Zur Zeit des Königreichs Sukhothai befand sich im Gebiet der heutigen Amphoe das westliche Lager der Wachsoldaten. Das nahe gelegene Dorf wurde seinerzeit Ban Lan Khoi (บ้านลานคอย) genannt. Mit der Zeit änderte sich die Aussprache zum heutigen „Ban Lan Hoi“.
In der Rattanakosin-Zeit errichtete das Innenministerium (Mahatthai) einen neuen Tambon (Unterdistrikt) namens Ban Dan. 1909 wurde Ban Dan zur King Amphoe (Kleinbezirk) innerhalb der Stadtverwaltung von Sukhothai erhoben, bevor 1916 die Bezirksverwaltung in den Tambon Lan Hoi umzog. Später, nachdem die Landstraße nach Tak, die Charot-Withi-Thong-Straße (ถนนจรดวิถีถ่อง, heute: Thailand Route 12) fertiggestellt war, wurde die Bezirksverwaltung wieder in Tambon Ban Dan errichtet. 
Den heutigen Namen erhielt Ban Dan Lan Hoi im Jahre 1939. 1973 wurde King Amphoe Ban Dan Lan Hoi schließlich zu einer Amphoe aufgewertet.

## Verwaltung

### Provinzverwaltung
Amphoe Ban Dan Lan Hoi besteht aus sieben Unterbezirken (Tambon), die weiter in 70 Dörfer (Muban) gegliedert sind.
| Nr. | Name          | Thai        | Muban | Einw-  |
| --- | ------------- | ----------- | ----- | ------ |
| 1.  | Lan Hoi       | ลานหอย      | 10    | 07.755 |
| 2.  | Ban Dan       | บ้านด่าน      | 14    | 05.839 |
| 3.  | Wang Takhro   | วังตะคร้อ     | 09    | 05.698 |
| 4.  | Wang Nam Khao | วังน้ำขาว     | 17    | 09.183 |
| 5.  | Taling Chan   | ตลิ่งชัน       | 10    | 09.592 |
| 6.  | Nong Ya Plong | หนองหญ้าปล้อง | 10    | 05.113 |
| 7.  | Wang Luek     | วังลึก        | 08    | 04.026 |

### Lokalverwaltung
Es gibt zwei Kleinstädte (Thesaban Tambon) im Landkreis:
- Lan Hoi (Thai: เทศบาลตำบลลานหอย) besteht aus Teilen des Tambon Lan Hoi,
- Taling Chan (Thai: เทศบาลตำบลตลิ่งชัน) besteht aus dem gesamten Tambon Taling Chan.

Es gibt außerdem sechs „Tambon Administrative Organizations“ (TAO, องค์การบริหารส่วนตำบล – Verwaltungs-Organisationen) für die Tambon im Landkreis, die zu keiner Stadt gehören.